# UFC Fight Night: Морено vs. Ройвал 2
UFC Fight Night: Moreno vs. Royval 2 (также известный как UFC Fight Night 237 и UFC on ESPN+ 95) — турнир по смешанным единоборствам, организованный Ultimate Fighting Championship, который был проведён 24 февраля 2024 года на спортивной арене «Arena CDMX» в городе Мехико, Мексика.

## Подготовка турнира

### Главные события турнира
Изначально в качестве заглавного события был запланирован бой в наилегчайшем весе, в котором должны были встретиться бывший чемпион UFC в этой весовой категории мексиканец Брэндон Морено (#1 в рейтинге) и Амир Альбази (#2 в рейтинге). Однако, в начале января стало известно, что Альбази выбыл по нераскрытым причинам и его заменил бывший претендент на титул чемпиона UFC (а также бывший чемпион LFA)  в наилегчайшем весе американец Брэндон Ройвал (#3 в рейтинге). Этот бой будет для бойцов реваншем, так как ранее они уже встречались в ноябре 2020 года на турнире UFC 255. Тогда победил Морено техническим нокаутом в 1-м раунде.
| Заглавное событие - Наилегчайший вес | Заглавное событие - Наилегчайший вес | Заглавное событие - Наилегчайший вес |
| --- | --- | ------------------------------------ |
| Брэндон Морено | | Брэндон Ройвал                       |
| BRANDON CARRILLO MORENO "The Assassin Baby" (Малыш-убийца) 30 лет (07.12.1993) Рост 170 см, размах рук 178 см Гражданство: Происхождение: Место рождения: Тихуана, Нижняя Калифорния, Мексика Представляет: Тихуана, Нижняя Калифорния, Мексика "Glory MMA & Fitness" Дебют в UFC - 01.10.2016 (с рекордом 11-3) Бонусы "Fight of the Night" (4) / "Perfomance of the Night" (3) Двукратный чемпион UFC в наилегчайшем весе (01.2023-07.2023, защиты 0/1) Временный чемпион UFC в наилегчайшем весе (07.2022-01.2023) Чемпион UFC в наилегчайшем весе (06.2021-01.2022, защиты 0/1) Претендент на титул чемпиона UFC в наилегчайшем весе (2020) Чемпион LFA в наилегчайшем весе (2019) Чемпион World Fighting Federation в наилегчайшем весе (2014-2016, защиты 3/3) | BRANDON MATTHEW ROYVAL "Row Dowg" (Дикий пёс) 31 год (16.08.1992) Рост 175 см, размах рук 179 см Гражданство: Происхождение: Место рождения: Денвер, Колорадо, США Представляет: Энглвуд, Колорадо, США "Factory X Muay Thai" Дебют в UFC - 30.05.2020 (с рекордом 10-4) Бонусы "Fight of the Night" (3) / "Perfomance of the Night" (1) Претендент на титул чемпиона UFC в наилегчайшем весе (2023) Чемпион LFA в наилегчайшем весе (2019-2020) Временный чемпион LFA в наилегчайшем весе (2018) |                                      |
| Последние бои: 08.07.2023, Алешандри Пантожа (#2), SDEC 21.01.2023, Дейвисон Фигейреду (ч), TKO3 30.07.2022, Кай Кара-Франс (#2), TKO3 22.01.2022, Дейвисон Фигейреду (#1), UDEC 12.06.2021, Дейвисон Фигейреду (ч), SUB3 | Последние бои: UDEC, Алешандри Пантожа (ч), 16.12.2023 KO1, Матеус Николау (#5), 15.04.2023 SUB1, Мэтт Шнелл, 07.05.2022 SDEC, Рожериу Бонторин (#7), 15.01.2022 SUB2, Алешандри Пантожа (#3), 21.08.2021 |                                      |

Вторым по значимости событием турнира запланирован бой в полулёгком весе, в котором должны встретиться бывший временный чемпион и претендент на титул чемпиона UFC в полулёгком весе (а также победитель сезона The Ultimate Fighter) мексиканец Яир Родригес (#3 в рейтинге) и также бывший двойной претендент на титул чемпиона UFC в полулёгком весе американец мексиканского происхождения Брайан Ортега (#4 в рейтинге). Этот поединок также является реваншем, так как ранее бойцы встречались друг с другом в июле 2022 года на турнире UFC on ABC: Ортега vs. Родригес. Их первый поединок закончился победой Родригеса техническим нокаутом в 1-м раунде после того, как Ортега получил травму плеча и не смог продолжить бой.
| Соглавное событие - Полулёгкий вес | Соглавное событие - Полулёгкий вес | Соглавное событие - Полулёгкий вес |
| --- | --- | ---------------------------------- |
| Яир Родригес | | Брайан Ортега                      |
| YAIR RODRIGUEZ PORTILLO "El Pantera" (Пантера) 31 год (06.10.1992) Рост 180 см, размах рук 180 см Гражданство: Происхождение: Место рождения: Парраль, Чиуауа, Мексика Представляет: Парраль, Чиуауа, Мексика "VFS Academy" Дебют в UFC - 15.11.2014 (с рекордом 9-1) Бонусы "Fight of the Night" (5) / "Perfomance of the Night" (4) Претендент на титул чемпиона UFC в полулёгком весе (2023) Временный чемпион UFC в полулёгком весе (02.2023-07.2023) Победитель The Ultimate Fighter: Latin America (2014) Чемпион Mexican Fighters Promotions в полулёгком весе (2011-2012, защиты 1/2) | BRIAN MARTIN ORTEGA "T-City" (Ти-Сити) 33 года (21.02.1991) Рост 173 см, размах рук 175 см Гражданство: / Происхождение: Место рождения: Лос-Анжелес, Калифорния, США Представляет: Торранс, Калифорния, США "Black House MMA" Дебют в UFC - 26.07.2014 (с рекордом 8-0) Бонусы "Fight of the Night" (5) / "Perfomance of the Night" (2) Претендент на титул чемпиона UFC в полулёгком весе (2021) Претендент на титул чемпиона UFC в полулёгком весе (2018) Чемпион Resurrection Fighting Alliance в полулёгком весе (2014) Чемпион Respect in the Cage в полулёгком весе (2011-2013, защиты 1/1) |                                    |
| Последние бои: 08.07.2023, Александр Волкановски (ч), TKO3 12.02.2023, Джош Эмметт (#5), SUB2 16.07.2022, Брайан Ортега (#2), TKO1 13.11.2021, Макс Холлоуэй (#1), UDEC 18.10.2019, Джереми Стивенс (#8), UDEC | Последние бои: TKO1, Яир Родригес (#3), 16.07.2022 UDEC, Александр Волкановски (ч), 25.09.2021 UDEC, Чон Чхан Сон (#4), 17.10.2020 TKO4, Макс Холлуэй (ч), 08.12.2018 KO1, Фрэнки Эдгар (#2), 03.03.2018 |                                    |

### Изменения карда
На турнире должен был состояться бой в легчайшем весе, в котором должны были встретиться самый молодой боец в ростере организации Рауль Росас и победитель 29-го сезона шоу The Ultimate Fighter Рикки Турсиос. Однако уже после церемонии взвешивания Росас почувствовал себя плохо, в результате чего бой был отменён и впоследствии перенесён на неделю позже на турнир UFC Fight Night: Розенстрайк vs. Газиев.

### Анонсированные бои
| Бой | Весовая категория    | Участники боёв и их статистика перед боем (рекорд ММА / рекорд UFC / серия) | Участники боёв и их статистика перед боем (рекорд ММА / рекорд UFC / серия) | Участники боёв и их статистика перед боем (рекорд ММА / рекорд UFC / серия) | Участники боёв и их статистика перед боем (рекорд ММА / рекорд UFC / серия) | Участники боёв и их статистика перед боем (рекорд ММА / рекорд UFC / серия) | Участники боёв и их статистика перед боем (рекорд ММА / рекорд UFC / серия) | Участники боёв и их статистика перед боем (рекорд ММА / рекорд UFC / серия) | Участники боёв и их статистика перед боем (рекорд ММА / рекорд UFC / серия) | Участники боёв и их статистика перед боем (рекорд ММА / рекорд UFC / серия) | Участники боёв и их статистика перед боем (рекорд ММА / рекорд UFC / серия) | Участники боёв и их статистика перед боем (рекорд ММА / рекорд UFC / серия) | Участники боёв и их статистика перед боем (рекорд ММА / рекорд UFC / серия) |
|     |                      | Главный кард (Main Card, ESPN+)                                             |                                                                             |                                                                             |                                                                             |                                                                             |                                                                             |                                                                             |                                                                             |                                                                             |                                                                             |                                                                             |                                                                             |
| 1   | Наилегчайший вес     | Брэндон Морено (Brandon Moreno)                                             | #1, exЧ, TUF                                                                | 21-7-2                                                                      | 9-4-2                                                                       | -1                                                                          | vs.                                                                         | Брэндон Ройвал (Brandon Royval)▲                                            | #3 (2), exП                                                                 | 15-7                                                                        | 5-3                                                                         | -1                                                                          | [ 7 ]                                                                       |
| 2   | Полулёгкий вес       | Яир Родригес (Yair Rodriguez)                                               | #3, exЧВ, exП, TUF(W)                                                       | 18-4 (1)                                                                    | 10-3 (1)                                                                    | -1                                                                          | vs.                                                                         | Брайан Ортега (Brian Ortega)                                                | #4 (1), exП                                                                 | 15-3 (1)                                                                    | 7-3 (1)                                                                     | -2                                                                          | [ 8 ]                                                                       |
| 3   | Лёгкий вес           | Даниэль Зельхубер (Daniel Zellhuber)                                        | CS                                                                          | 14-1                                                                        | 2-1                                                                         | +2                                                                          | vs.                                                                         | Франциско Прадо (Francisco Prado)                                           |                                                                             | 12-1                                                                        | 1-1                                                                         | +1                                                                          | [ 9 ]                                                                       |
|     | Легчайший вес        | Рауль Росас (Raul Rosas Jr.)▼                                               | CS                                                                          | 8-1                                                                         | 2-1                                                                         | +1                                                                          | vs.                                                                         | Рикки Турсиос (Ricky Turcios)                                               | TUF(W), CS                                                                  | 12-3                                                                        | 2-1                                                                         | +1                                                                          | [ 10 ]                                                                      |
| 4   | Жен. минимальный вес | Язмин Хауреги (Yazmin Jauregui)                                             |                                                                             | 10-1                                                                        | 2-1                                                                         | -1                                                                          | vs.                                                                         | Сэм Ньюз (Sam Hughes)                                                       |                                                                             | 8-5                                                                         | 3-4                                                                         | +1                                                                          | [ 11 ]                                                                      |
| 5   | Лёгкий вес           | Мануэль Торрес (Manuel Torres)                                              | CS                                                                          | 14-2                                                                        | 2-0                                                                         | +5                                                                          | vs.                                                                         | Крис Данкан (Chris Duncan)                                                  | CS                                                                          | 11-1                                                                        | 2-0                                                                         | +4                                                                          | [ 12 ]                                                                      |
|     |                      | Предварительный кард (Prelims, ESPN+)                                       |                                                                             |                                                                             |                                                                             |                                                                             |                                                                             |                                                                             |                                                                             |                                                                             |                                                                             |                                                                             |                                                                             |
| 6   | Легчайший вес        | Кристиан Киньонес (Cristian Quiñonez)                                       | CS                                                                          | 18-4                                                                        | 1-1                                                                         | -1                                                                          | vs.                                                                         | Раони Барселос (Raoni Barcelos)                                             | exT(15)                                                                     | 17-5                                                                        | 6-4                                                                         | -2                                                                          | [ 13 ]                                                                      |
| 7   | Наилегчайший вес     | Хесус Агилар (Jesus Aguilar)                                                | CS                                                                          | 9-2                                                                         | 1-1                                                                         | +1                                                                          | vs.                                                                         | Матеус Мендонса (Mateus Mendonça)                                           | CS                                                                          | 10-2                                                                        | 0-2                                                                         | -2                                                                          | [ 14 ]                                                                      |
| 8   | Наилегчайший вес     | Эдгар Чайрес (Édgar Cháirez)                                                | CS                                                                          | 10-5 (1)                                                                    | 0-1 (1)                                                                     | -1                                                                          | vs.                                                                         | Даниэл Ласерда (Daniel Lacerda)                                             |                                                                             | 11-5 (1)                                                                    | 0-4 (1)                                                                     | -4                                                                          | [ 15 ]                                                                      |
| 9   | Лёгкий вес           | Клаудио Пуэльес (Claudio Puelles)                                           | TUF(F)                                                                      | 12-3                                                                        | 5-2                                                                         | -1                                                                          | vs.                                                                         | Фарес Зиам (Farés Ziam)                                                     |                                                                             | 14-4                                                                        | 4-2                                                                         | +2                                                                          | [ 16 ]                                                                      |
| 10  | Наилегчайший вес     | Луис Родригес (Luis Rodriguez)                                              | д, CS                                                                       | 16-2                                                                        | -                                                                           | +5                                                                          | vs.                                                                         | Денис Бондарь (Denys Bondar)                                                |                                                                             | 19-4                                                                        | 0-2                                                                         | -2                                                                          | [ 17 ]                                                                      |
| 11  | Наилегчайший вес     | Виктор Альтамирано (Victor Altamirano)                                      | CS                                                                          | 12-3                                                                        | 2-2                                                                         | -1                                                                          | vs.                                                                         | Фелипи дус Сантус (Felipe dos Santos)                                       |                                                                             | 7-1 (1)                                                                     | 0-1                                                                         | -1                                                                          | [ 18 ]                                                                      |
| 12  | Полулёгкий вес       | Эрик Сильва (Erik Silva)                                                    | CS                                                                          | 9-2                                                                         | 0-1                                                                         | -1                                                                          | vs.                                                                         | Мухаммад Наимов (Muhammad Naimov)                                           | CS                                                                          | 10-2                                                                        | 2-0                                                                         | +5                                                                          | [ 19 ]                                                                      |
|     |                      | Отменённые бои                                                              |                                                                             |                                                                             |                                                                             |                                                                             |                                                                             |                                                                             |                                                                             |                                                                             |                                                                             |                                                                             |                                                                             |
|     | Наилегчайший вес     | Брэндон Морено (Brandon Moreno)                                             | #1, exЧ, TUF                                                                | 21-7-2                                                                      | 9-4-2                                                                       | -1                                                                          | vs.                                                                         | Амир Альбази (Amir Albazi)▼                                                 | #2                                                                          | 17-1                                                                        | 5-0                                                                         | +6                                                                          | [ 20 ]                                                                      |

Условные обозначения: #5 (1) — текущее (лучшее) место бойца в рейтинге, exЧ(В) — бывший чемпион (временный), exП(В) — бывший претендент на титул чемпиона (временного), exТ(3) — боец входил в рейтинг Топ-15 (лучшее место в рейтинге), д — дебютант, CS — боец участвовал в Претендентской серии Дэйны Уайта, RTU — боец участвовал в шоу Road To UFC, TUF — боец участвовал в шоу The Ultimate Fighter, TUF(W/F) — боец являлся победителем/финалистом The Ultimate Fighter, WEC/SF — боец выступал в WEC или Strikeforce до объединения этих организаций с UFC.

## Церемония взвешивания
Результаты официальной церемонии взвешивания бойцов перед турниром.
| Весовая категория и допустимый лимит в фунтах | Весовая категория и допустимый лимит в фунтах | Участники боёв и их вес в фунтах | Участники боёв и их вес в фунтах | Участники боёв и их вес в фунтах | Участники боёв и их вес в фунтах |
| --------------------------------------------- | --------------------------------------------- | -------------------------------- | -------------------------------- | -------------------------------- | -------------------------------- |
| Наилегчайший вес                              | 125 (+1)                                      | Брэндон Морено                   | 126                              | Брэндон Ройвал                   | 126                              |
| Полулёгкий вес                                | 145 (+1)                                      | Яир Родригес                     | 146                              | Брайан Ортега                    | 146                              |
| Лёгкий вес                                    | 155 (+1)                                      | Даниэль Зельхубер                | 156                              | Франциско Прадо                  | 156                              |
| Легчайший вес                                 | 135 (+1)                                      | Рауль Росас                      | 136                              | Рики Турсиос                     | 136                              |
| Минимальный вес (женщины)                     | 115 (+1)                                      | Язмин Хауреги                    | 115                              | Сэм Ньюз                         | 115                              |
| Лёгкий вес                                    | 155 (+1)                                      | Мануэль Торрес                   | 155                              | Крис Данкан                      | 156                              |
| Легчайший вес                                 | 135 (+1)                                      | Кристиан Киньонес                | 135                              | Раони Барселос                   | 135                              |
| Наилегчайший вес                              | 125 (+1)                                      | Хесус Агилар                     | 126                              | Матеус Мендонса                  | 126                              |
| Наилегчайший вес                              | 125 (+1)                                      | Эдгар Чайрес                     | 131*                             | Даниэл Ласерда                   | 127*                             |
| Лёгкий вес                                    | 155 (+1)                                      | Клаудио Пуэльес                  | 156                              | Фарес Зиам                       | 156                              |
| Наилегчайший вес                              | 125 (+1)                                      | Луис Родригес                    | 126                              | Денис Бондарь                    | 126                              |
| Наилегчайший вес                              | 125 (+1)                                      | Виктор Альтамирано               | 125                              | Фелипи дус Сантус                | 124                              |
| Полулёгкий вес                                | 145 (+1)                                      | Эрик Сильва                      | 146                              | Мухаммад Наимов                  | 146                              |

* Эдгар Чайрес не смог уложиться в лимит наилегчайшей весовой категории (превышение 5 фунтов). Его соперник Даниэл Ласерда также не смог уложиться в лимит наилегчайшей весовой категории (превышение 1 фунт). Бой пройдёт в промежуточном весе 131 фунт.

## Результаты турнира
В главном бою вечера Брэндон Ройвал победил Брэндона Морено раздельным решением судей.
| Статистика поединка: | Статистика поединка: | Статистика поединка:                          | Статистика поединка:                          | Статистика поединка: | Статистика поединка: | Статистика поединка: | Статистика поединка: | Статистика поединка: | Статистика поединка: | Статистика поединка: | Статистика поединка: | Статистика поединка: | Статистика поединка: | Статистика поединка: | Статистика поединка: | Статистика поединка: | Статистика поединка: | Статистика поединка: |
| Участник             | Нокдауны             | Акцентрованные удары (по цели/всего/точность) | Акцентрованные удары (по цели/всего/точность) | По раундам           | По раундам           | По раундам           | По раундам           | По раундам           | По цели              | По цели              | По цели              | По позиции           | По позиции           | По позиции           | Тейкдауны            | Тейкдауны            | Контроль             | Попытка приема       |
| Участник             | Нокдауны             | Акцентрованные удары (по цели/всего/точность) | Акцентрованные удары (по цели/всего/точность) | 1Р                   | 2Р                   | 3Р                   | 4Р                   | 5Р                   | Голова               | Корпус               | Ноги                 | Дистанция            | Клинч                | Партер               | Тейкдауны            | Тейкдауны            | Контроль             | Попытка приема       |
| -------------------- | -------------------- | --------------------------------------------- | --------------------------------------------- | -------------------- | -------------------- | -------------------- | -------------------- | -------------------- | -------------------- | -------------------- | -------------------- | -------------------- | -------------------- | -------------------- | -------------------- | -------------------- | -------------------- | -------------------- |
| Брэндон Морено       | 0                    | 112/211                                       | 53%                                           | 15/23                | 22/45                | 17/31                | 29/58                | 29/54                | 48/127               | 37/51                | 27/33                | 103/191              | 7/17                 | 2/3                  | 3/5                  | 60%                  | 2:54                 | 0                    |
| Брэндон Ройвал       | 0                    | 145/510                                       | 28%                                           | 12/43                | 18/87                | 25/79                | 49/161               | 41/140               | 97/437               | 38/54                | 10/19                | 142/504              | 3/6                  | 0                    | 1/2                  | 50%                  | 0:35                 | 0                    |

В соглавном бою Брайан Ортега победил Яира Родригеса удушающим приёмом в 3-м раунде.
| Статистика поединка: | Статистика поединка: | Статистика поединка:                          | Статистика поединка:                          | Статистика поединка: | Статистика поединка: | Статистика поединка: | Статистика поединка: | Статистика поединка: | Статистика поединка: | Статистика поединка: | Статистика поединка: | Статистика поединка: | Статистика поединка: | Статистика поединка: | Статистика поединка: | Статистика поединка: |
| Участник             | Нокдауны             | Акцентрованные удары (по цели/всего/точность) | Акцентрованные удары (по цели/всего/точность) | По раундам           | По раундам           | По раундам           | По цели              | По цели              | По цели              | По позиции           | По позиции           | По позиции           | Тейкдауны            | Тейкдауны            | Контроль             | Попытка приема       |
| Участник             | Нокдауны             | Акцентрованные удары (по цели/всего/точность) | Акцентрованные удары (по цели/всего/точность) | 1Р                   | 2Р                   | 3Р                   | Голова               | Корпус               | Ноги                 | Дистанция            | Клинч                | Партер               | Тейкдауны            | Тейкдауны            | Контроль             | Попытка приема       |
| -------------------- | -------------------- | --------------------------------------------- | --------------------------------------------- | -------------------- | -------------------- | -------------------- | -------------------- | -------------------- | -------------------- | -------------------- | -------------------- | -------------------- | -------------------- | -------------------- | -------------------- | -------------------- |
| Яир Родригес         | 1                    | 55/115                                        | 47%                                           | 45/91                | 9/17                 | 1/7                  | 36/91                | 11/15                | 8/9                  | 34/86                | 9/12                 | 12/17                | 0/1                  | 0%                   | 1:32                 | 0                    |
| Брайан Ортега        | 0                    | 28/73                                         | 38%                                           | 6/28                 | 22/44                | 0/1                  | 26/69                | 2/4                  | 0                    | 13/50                | 2/3                  | 13/20                | 3/6                  | 50%                  | 5:21                 | 1                    |

| Бой    | Весовая категория        | Результат боя        | Результат боя     | Результат боя | Результат боя | Результат боя | Результат боя      | Результат боя | Способ победы                               | Раунд | Время | Рефери в ринге |
|        |                          | Главный кард         |                   |               |               |               |                    |               |                                             |       |       |                |
| Бой 12 | Наилегчайший вес         |                      | Брэндон Ройвал    | #3            | поб.          |               | Брэндон Морено     | #1            | Раздельное решение (48–47, 46–49, 48–47)    | 5     | 5:00  | Херб Дин       |
| Бой 11 | Полулёгкий вес           |                      | Брайан Ортега     | #4            | поб.          |               | Яир Родригес       | #3            | Сдача, удушающий приём (ручной треугольник) | 3     | 0:58  | Марк Годдард   |
| Бой 10 | Лёгкий вес               |                      | Даниэль Зельхубер |               | поб.          |               | Франциско Прадо    |               | Единогласное решение (29–28, 29–28, 30–27)  | 3     | 5:00  | Майк Белтран   |
| Бой 9  | Жен. минимальный вес     |                      | Язмин Хауреги     |               | поб.          |               | Сэм Ньюз           |               | Единогласное решение (30–27, 30–27, 30–27)  | 3     | 5:00  | Херб Дин       |
| Бой 8  | Лёгкий вес               |                      | Мануэль Торрес    |               | поб.          |               | Крис Данкан        |               | Сдача, удушающий приём (удушение сзади)     | 1     | 1:46  | Майк Белтран   |
|        |                          | Предварительный кард |                   |               |               |               |                    |               |                                             |       |       |                |
| Бой 7  | Легчайший вес            |                      | Раони Барселос    |               | поб.          |               | Кристиан Киньонес  |               | Сдача, удушающий приём (удушение сзади)     | 3     | 2:04  | Бладмир Пуга   |
| Бой 6  | Наилегчайший вес         |                      | Хесус Агилар      |               | поб.          |               | Матеус Мендонса    |               | Раздельное решение (29–28, 28–29, 29–28)    | 3     | 5:00  | Фернандо Салас |
| Бой 5  | Промежуточный вес (131)* |                      | Эдгар Чайрес      |               | поб.          |               | Даниэл Ласерда     |               | Сдача, удушающий приём (треугольник)        | 1     | 2:17  | Марк Годдард   |
| Бой 4  | Лёгкий вес               |                      | Фарес Зиам        |               | поб.          |               | Клаудио Пуэльес    |               | Раздельное решение (28–29, 30–27, 29–28)    | 3     | 5:00  | Херб Дин       |
| Бой 3  | Наилегчайший вес         |                      | Луис Родригес     | д             | поб.          |               | Денис Бондарь      |               | Сдача, удушающий приём (удушение сзади)     | 2     | 4:59  | Майк Белтран   |
| Бой 2  | Наилегчайший вес         |                      | Фелипи дус Сантус |               | поб.          |               | Виктор Альтамирано |               | Раздельное решение (27–30, 29–28, 29–28)    | 3     | 5:00  | Бладмир Пуга   |
| Бой 1  | Полулёгкий вес           |                      | Мухаммад Наимов   |               | поб.          |               | Эрик Сильва        |               | Технический нокаут (травма ноги)            | 1     | 0:44  | Фернандо Салас |

Официальные судейские карточки турнира.

## Награды
Следующие бойцы были удостоены денежного бонуса в $50,000:
- Лучший бой вечера: Даниэль Зельхубер - Франциско Прадо
- Выступление вечера: Брайан Ортега и Мануэль Торрес